# Lisa Vittozzi

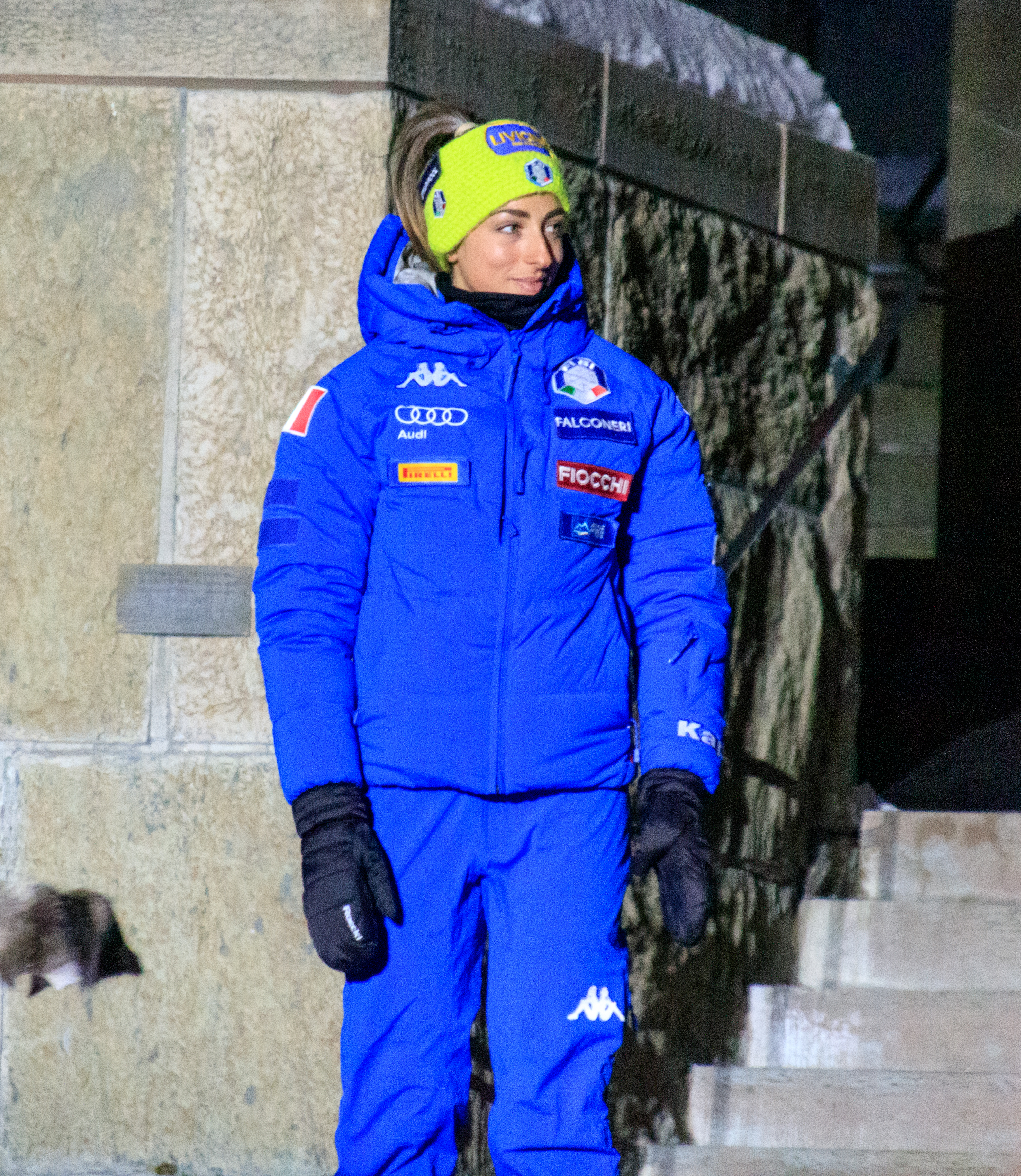
Lisa Vittozzi vid medaljceremonin efter 15 km distansloppet vid VM2019 i Östersund

Lisa Vittozzi, född 4 februari 1995 i Pieve di Cadore Venetien, är en italiensk skidskytt som ingick i det italienska lag som vann brons i damernas stafett vid VM 2015.
Hennes första individuella pallplats i världscupen kom i jaktstart den 11 mars 2017 i Kontiolax, Finland.